# وزغ کویری
وزغ کویری (نام علمی: Bufo kavirensis) مترادف (نام علمی: Bufotes variabilis) گونه‌ای در خطر انقراض از تیرهٔ وزغ‌های راستین است. پارک ملی کویر تنها زیستگاه وزغ کویری ایران است.
این وزغ در سال ۱۹۷۹ گونه‌ای نو از وزغ‌های راستین شناخته‌شد. آب در زیستگاه بسیار خشک این دوزیست تنها از دو چشمه، با فاصلهٔ ۳۰ کیلومتری از یکدیگر یافت می‌شود. پوست پشت وزغ نر به‌رنگ قهوه‌ای مات یکدست است، و پوست مادهٔ آن لکه‌های تیره‌ای دارد.